# Thysanoserolis completa
Thysanoserolis completa là một loài chân đều trong họ Serolidae. Loài này được Moreira miêu tả khoa học năm 1971.